# 911 (szám)
A 911 (római számmal: CMXI) egy természetes szám, prímszám.

## A szám a matematikában
A tízes számrendszerbeli 911-es a kettes számrendszerben 1110001111, a nyolcas számrendszerben 1617, a tizenhatos számrendszerben 38F alakban írható fel.
A 911 páratlan szám, prímszám, azon belül Sophie Germain-prím, Eisenstein-prím és Chen-prím. Normálalakban a 9,11 · 102 szorzattal írható fel.
A 911 középpontos tízszögszám, továbbá megadható három egymást követő prímszám összegeként: 911 = 293 + 307 + 311
A 911 négyzete 829921, köbe 756058031, négyzetgyöke 30,18278, köbgyöke 9,69407, reciproka 0,0010977. A 911 egység sugarú kör kerülete 5723,98181 egység, területe 2607273,717 területegység; a 911 egység sugarú gömb térfogata 3166968474,5 térfogategység.
A 911 helyen az Euler-függvény helyettesítési értéke 910, a Möbius-függvényé −1, a Mertens-függvényé −1.

## A szám mint jelkép, kód
A 911 általános segélyhívószám Észak-Amerikában.
Azokban az országokban, ahol a dátumírás szabályai szerint a hónap a napot megelőzi, a 911 szám (gyakran 9/11 alakban) egyeseket a 2001. szeptember 11-ei terrortámadásra emlékeztethet.